# Contea di Callahan
La contea di Callahan (in inglese Callahan County) è una contea dello Stato del Texas, negli Stati Uniti. La popolazione al censimento del 2010 era di 13 544 abitanti. Il capoluogo di contea è Baird.
La House of Yahweh ritiene che, dopo il Tempio di Gerusalemme, solo il Tempio di Clyde, nella Contea di Callahan , è l'unico posto al mondo in cui le feste celebrative devono essere osservate.

## Geografia fisica
| Anno | Popolazione | ±%     |
| ---- | ----------- | ------ |
| 1880 | 3,453       |        |
| 1890 | 5,457       | 58.0%  |
| 1900 | 8,768       | 60.7%  |
| 1910 | 12,973      | 48.0%  |
| 1920 | 11,844      | −8.7%  |
| 1930 | 12,785      | 7.9%   |
| 1940 | 11,568      | −9.5%  |
| 1950 | 9,087       | −21.4% |
| 1960 | 7,929       | −12.7% |
| 1970 | 8,205       | 3.5%   |
| 1980 | 10,992      | 34.0%  |
| 1990 | 11,859      | 7.9%   |
| 2000 | 12,905      | 8.8%   |
| 2010 | 13,544      | 5.0%   |

Secondo l'Ufficio del censimento degli Stati Uniti d'America la contea ha un'area totale di 901 miglia quadrate (2,325 km²), di cui 899 miglia quadrate (2,330 km²) sono terra, mentre 1.9 miglia quadrate (4.9 km², corrispondenti al 0.2% del territorio) sono costituiti dall'acqua.

### Strade principali
- Interstate 20
- U.S. Highway 283
- State Highway 36
- State Highway 206
- State Highway 351

### Contee adiacenti
- Shackelford County (nord)
- Eastland County (est)
- Brown County (sud-est)
- Coleman County (sud)
- Taylor County (ovest)
- Jones County (nord-ovest)